# Prianto
Die Prianto GmbH ist ein Value Added Distributor (VAD) mit Spezialisierung auf Enterprise-Software.

## Unternehmen und Entwicklung

### Prianto Deutschland
Die Prianto GmbH wurde 2009 von William Geens und Oliver Roth gegründet und hat ihren Hauptsitz in München. Zwei weitere deutsche Niederlassungen befinden sich in Gießen und Marl. Das Hauptgeschäft der Prianto ist der Großhandel von Software für Enterpriseanwendungen. Kunden der Prianto sind typischerweise Software-Reseller, Systemhäuser (VAR), Integratoren und Managed Services Provider (MSP), ein direktes Endkundengeschäft wird von der Prianto nicht betrieben.
Im Juli 2019 wurde das Einkaufsmanagement der Prianto GmbH in die Tochtergesellschaft Prianto Projects and Procurement Management GmbH (Prianto PPM) ausgegliedert, um Systemhauspartnern auch außerhalb des regulären Distributions-Portfolios Dienstleistungen rund um das Einkaufsmanagement anbieten zu können.
Serviceleistungen rund um Bedarfsanalyse, Systemplanung, Installation und Training werden Prianto-Kunden seit Juli 2019 von der Prianto Services GmbH angeboten.

### Prianto Group
Seit 2011 ist Prianto auch in Großbritannien, Österreich und der Schweiz präsent, gefolgt von den BeNeLux-Ländern 2012, Polen 2014 und Frankreich 2016. Niederlassungen für die Tschechische Republik, Ungarn, die Slowakei und die adriatischen Länder wurden 2017 eröffnet. Seit 2019 ist Prianto auch in Kanada, seit 2021 in den USA vertreten. Im gleichen Jahr (2021) hat die Prianto GmbH ihre Tätigkeiten außerdem auf die Türkei ausgeweitet. Im Jahr 2022 ist Prianto in den skandinavischen Raum vorgedrungen und hat in Schweden einen Standort eröffnet, welcher Dänemark, Finnland, Norwegen und Schweden unter dem Namen „Prianto Nordics“ geschäftlich abdecken wird. Seit 2024 gibt es auch einen eigenen Standort der Prianto GmbH in Südafrika.

### Prianto Projects and Procurement Management GmbH (Prianto PPM)
Die Prianto PPM GmbH beliefert seit Juli 2019 Systemhäuser mit Non-Fokus Software, die im Distributions-Portfolio nicht verfügbar ist. Das Serviceangebot der Prianto PPM wird für Europa zentral aus Deutschland betrieben.

### Prianto Services GmbH
Als weitere Tochtergesellschaft für verschiedene Reseller-unterstützende Dienstleistungen im Zusammenhang mit komplexen Softwareprodukten wurde die Prianto Services GmbH gegründet. Sie bietet Serviceleistungen rund um Bedarfsanalyse, Systemplanung, Installation und Training an. Dafür setzt die Prianto Services GmbH auf ein Spezialistenteam, das seine Systemhauskunden im Design von Infrastrukturen sowie bei der Auswahl, Installation und im Betrieb von Softwareprodukten unterstützt.

## Übernahme anderer Distributoren
Zum 1. April 2012 übernahm die Prianto GmbH den 1996 gegründeten deutschen Softwaredistributor Sinn GmbH und erweiterte dadurch ihr Portfolio vor allem im Bereich Server-based Computing.
2020 erwarb Prianto 51 % der Anteile an VEMI, einem polnischen Value Added Distributor für IT-Sicherheitslösungen, um seine Position am polnischen Markt zu stärken.
Zum 1. Januar übernahm die Prianto Group außerdem die zuvor in Poing ansässige ISPD.